# ZZ Top/Diskografie
Diese Diskografie ist eine Übersicht über die musikalischen Werke der US-amerikanischen Rockband ZZ Top. Den Quellenangaben zufolge hat sie bisher mehr als 50 Millionen Tonträger verkauft, davon alleine in ihrer Heimat über 25,8 Millionen. Ihre erfolgreichste Veröffentlichung ist das achte Studioalbum Eliminator mit über 14 Millionen verkauften Einheiten.

## Alben

### Studioalben
| Jahr | Titel Musiklabel                             | Höchstplatzierung, Gesamtwochen, AuszeichnungChartplatzierungen (Jahr, Titel, Musiklabel, Platzierungen, Wochen, Auszeichnungen, Anmerkungen) | Höchstplatzierung, Gesamtwochen, AuszeichnungChartplatzierungen (Jahr, Titel, Musiklabel, Platzierungen, Wochen, Auszeichnungen, Anmerkungen) | Höchstplatzierung, Gesamtwochen, AuszeichnungChartplatzierungen (Jahr, Titel, Musiklabel, Platzierungen, Wochen, Auszeichnungen, Anmerkungen) | Höchstplatzierung, Gesamtwochen, AuszeichnungChartplatzierungen (Jahr, Titel, Musiklabel, Platzierungen, Wochen, Auszeichnungen, Anmerkungen) | Höchstplatzierung, Gesamtwochen, AuszeichnungChartplatzierungen (Jahr, Titel, Musiklabel, Platzierungen, Wochen, Auszeichnungen, Anmerkungen) | Anmerkungen                                                  |
| Jahr | Titel Musiklabel                             | DE | AT | CH | UK | US | Anmerkungen                                                  |
| ---- | -------------------------------------------- | --- | --- | --- | --- | --- | ------------------------------------------------------------ |
| 1971 | ZZ Top’s First Album London Records (London) | — | — | — | — | — | Erstveröffentlichung: 16. Januar 1971                        |
| 1972 | Rio Grande Mud London Records (London)       | — | — | — | — | US104 (10 Wo.)US | Erstveröffentlichung: 4. April 1972                          |
| 1973 | Tres Hombres London Records (London)         | — | — | — | — | US8 Gold · (81 Wo.)US | Erstveröffentlichung: 26. Juli 1973 Verkäufe: + 550.000      |
| 1975 | Fandango! London Records (London)            | — | — | — | UK60 (1 Wo.)UK | US10 Gold · (47 Wo.)US | Erstveröffentlichung: 18. April 1975 Verkäufe: + 1.000.000   |
| 1976 | Tejas London Records (London)                | — | — | — | — | US17 Gold · (24 Wo.)US | Erstveröffentlichung: 29. November 1976 Verkäufe: + 500.000  |
| 1979 | Degüello Warner Bros. Records (WEA)          | DE— GoldDE | AT19 (2 Wo.)AT | — | — | US24 Platin · (39 Wo.)US | Erstveröffentlichung: 27. August 1979 Verkäufe: + 1.350.000  |
| 1981 | El Loco Warner Bros. Records (WEA)           | DE52 (2 Wo.)DE | — | — | UK88 (2 Wo.)UK | US17 Gold · (22 Wo.)US | Erstveröffentlichung: 20. Juli 1981 Verkäufe: + 550.000      |
| 1983 | Eliminator Warner Bros. Records (WEA)        | DE25 ×3Dreifachgold · (44 Wo.)DE | AT— GoldAT | CH11 Platin · (20 Wo.)CH | UK3 ×4Vierfachplatin · (139 Wo.)UK | US9 Diamant · (185 Wo.)US | Erstveröffentlichung: 23. März 1983 Verkäufe: + 14.261.121   |
| 1985 | Afterburner Warner Bros. Records (WEA)       | DE3 ×3Dreifachgold · (37 Wo.)DE | AT18 (6 Wo.)AT | CH2 Platin · (18 Wo.)CH | UK2 Platin · (40 Wo.)UK | US4 ×5Fünffachplatin · (70 Wo.)US | Erstveröffentlichung: 28. Oktober 1985 Verkäufe: + 7.107.795 |
| 1990 | Recycler Warner Bros. Records (WEA)          | DE4 Platin · (44 Wo.)DE | AT15 (8 Wo.)AT | CH1 Platin · (26 Wo.)CH | UK8 Silber · (7 Wo.)UK | US6 Platin · (37 Wo.)US | Erstveröffentlichung: 23. März 1990 Verkäufe: + 2.085.520    |
| 1994 | Antenna RCA Records (BMG)                    | DE3 Gold · (22 Wo.)DE | AT2 Gold · (16 Wo.)AT | CH3 Gold · (18 Wo.)CH | UK3 (6 Wo.)UK | US14 Platin · (23 Wo.)US | Erstveröffentlichung: 18. Januar 1994 Verkäufe: + 2.057.500  |
| 1996 | Rhythmeen RCA Records (BMG)                  | DE9 (11 Wo.)DE | AT31 (7 Wo.)AT | CH8 (8 Wo.)CH | UK32 (2 Wo.)UK | US29 (11 Wo.)US | Erstveröffentlichung: 4. September 1996 Verkäufe: + 310.000  |
| 1999 | XXX RCA Records (BMG)                        | DE11 (8 Wo.)DE | — | CH23 (5 Wo.)CH | — | US100 (4 Wo.)US | Erstveröffentlichung: 28. September 1999 Verkäufe: + 140.000 |
| 2003 | Mescalero RCA Records (BMG)                  | DE9 (6 Wo.)DE | AT33 (3 Wo.)AT | CH22 (5 Wo.)CH | — | US57 (3 Wo.)US | Erstveröffentlichung: 8. September 2003 Verkäufe: + 103.000  |
| 2012 | La Futura American Recordings (UMG)          | DE5 Gold · (13 Wo.)DE | AT7 (9 Wo.)AT | CH4 (11 Wo.)CH | UK29 (3 Wo.)UK | US6 (8 Wo.)US | Erstveröffentlichung: 10. September 2012 Verkäufe: + 142.000 |

grau schraffiert: keine Chartdaten aus diesem Jahr verfügbar

### Livealben
| Jahr | Titel Musiklabel                                                                             | Höchstplatzierung, Gesamtwochen, AuszeichnungChartplatzierungen (Jahr, Titel, Musiklabel, Platzierungen, Wochen, Auszeichnungen, Anmerkungen) | Höchstplatzierung, Gesamtwochen, AuszeichnungChartplatzierungen (Jahr, Titel, Musiklabel, Platzierungen, Wochen, Auszeichnungen, Anmerkungen) | Höchstplatzierung, Gesamtwochen, AuszeichnungChartplatzierungen (Jahr, Titel, Musiklabel, Platzierungen, Wochen, Auszeichnungen, Anmerkungen) | Höchstplatzierung, Gesamtwochen, AuszeichnungChartplatzierungen (Jahr, Titel, Musiklabel, Platzierungen, Wochen, Auszeichnungen, Anmerkungen) | Höchstplatzierung, Gesamtwochen, AuszeichnungChartplatzierungen (Jahr, Titel, Musiklabel, Platzierungen, Wochen, Auszeichnungen, Anmerkungen) | Anmerkungen                                               |
| Jahr | Titel Musiklabel                                                                             | DE | AT | CH | UK | US | Anmerkungen                                               |
| ---- | -------------------------------------------------------------------------------------------- | --- | --- | --- | --- | --- | --------------------------------------------------------- |
| 2008 | Live from Texas Eagle Rock Entertainment (ERE)                                               | DE*DE | AT*AT | CH*CH | UK*UK | US*US | Erstveröffentlichung: 27. Oktober 2008 * siehe Videoalbum |
| 2012 | Double Down Live – Live at Rockpalast 1980 – On the Road 2008 Eagle Rock Entertainment (ERE) | DE*DE | — | — | — | — | Erstveröffentlichung: 20. April 2012 * siehe Videoalbum   |
| 2016 | Tonite at Midnight: Live Greatest Hits from Around the World Suretone Records (ADA)          | DE35 (1 Wo.)DE | AT50 (1 Wo.)AT | CH30 (2 Wo.)CH | UK50 (1 Wo.)UK | US111 (1 Wo.)US | Erstveröffentlichung: 9. September 2016                   |

### Kompilationen
| Jahr | Titel Musiklabel                                                     | Höchstplatzierung, Gesamtwochen, AuszeichnungChartplatzierungen (Jahr, Titel, Musiklabel, Platzierungen, Wochen, Auszeichnungen, Anmerkungen) | Höchstplatzierung, Gesamtwochen, AuszeichnungChartplatzierungen (Jahr, Titel, Musiklabel, Platzierungen, Wochen, Auszeichnungen, Anmerkungen) | Höchstplatzierung, Gesamtwochen, AuszeichnungChartplatzierungen (Jahr, Titel, Musiklabel, Platzierungen, Wochen, Auszeichnungen, Anmerkungen) | Höchstplatzierung, Gesamtwochen, AuszeichnungChartplatzierungen (Jahr, Titel, Musiklabel, Platzierungen, Wochen, Auszeichnungen, Anmerkungen) | Höchstplatzierung, Gesamtwochen, AuszeichnungChartplatzierungen (Jahr, Titel, Musiklabel, Platzierungen, Wochen, Auszeichnungen, Anmerkungen) | Anmerkungen                                                |
| Jahr | Titel Musiklabel                                                     | DE | AT | CH | UK | US | Anmerkungen                                                |
| ---- | -------------------------------------------------------------------- | --- | --- | --- | --- | --- | ---------------------------------------------------------- |
| 1977 | The Best of ZZ Top Warner Bros. Records (WEA)                        | — | — | — | — | US94 ×2Doppelplatin · (8 Wo.)US | Erstveröffentlichung: 21. März 1977 Verkäufe: + 2.000.000  |
| 1992 | Greatest Hits Warner Bros. Records (WEA)                             | DE4 ×3Dreifachgold · (44 Wo.)DE | AT2 Platin · (20 Wo.)AT | CH1 Platin · (26 Wo.)CH | UK5 Platin · (20 Wo.)UK | US9 ×3Dreifachplatin · (74 Wo.)US | Erstveröffentlichung: 10. April 1992 Verkäufe: + 5.713.629 |
| 1994 | One Foot in the Blues Warner Bros. Records (WEA)                     | DE47 (9 Wo.)DE | — | CH23 (7 Wo.)CH | — | — | Erstveröffentlichung: 11. November 1994                    |
| 2004 | Rancho Texicano – The Very Best of ZZ Top Warner Bros. Records (WEA) | — | — | — | UK— SilberUK | US30 (4 Wo.)US | Erstveröffentlichung: 2. Juli 2004 Verkäufe: + 60.000      |
| 2014 | The Very Baddest of Warner Bros. Records (WMG)                       | — | — | CH48 (4 Wo.)CH | UK— GoldUK | US95 (2 Wo.)US | Erstveröffentlichung: 6. Juni 2014 Verkäufe: + 100.000     |
| 2019 | Goin’ 50 Warner Bros. Records (WMG)                                  | DE28 (2 Wo.)DE | — | CH22 (2 Wo.)CH | — | US129 a (1 Wo.)US | Erstveröffentlichung: 14. Juni 2019                        |

grau schraffiert: keine Chartdaten aus diesem Jahr verfügbar

### Soundtracks
| Jahr | Titel Musiklabel                                         | Höchstplatzierung, Gesamtwochen, AuszeichnungChartplatzierungen (Jahr, Titel, Musiklabel, Platzierungen, Wochen, Auszeichnungen, Anmerkungen) | Höchstplatzierung, Gesamtwochen, AuszeichnungChartplatzierungen (Jahr, Titel, Musiklabel, Platzierungen, Wochen, Auszeichnungen, Anmerkungen) | Höchstplatzierung, Gesamtwochen, AuszeichnungChartplatzierungen (Jahr, Titel, Musiklabel, Platzierungen, Wochen, Auszeichnungen, Anmerkungen) | Höchstplatzierung, Gesamtwochen, AuszeichnungChartplatzierungen (Jahr, Titel, Musiklabel, Platzierungen, Wochen, Auszeichnungen, Anmerkungen) | Höchstplatzierung, Gesamtwochen, AuszeichnungChartplatzierungen (Jahr, Titel, Musiklabel, Platzierungen, Wochen, Auszeichnungen, Anmerkungen) | Anmerkungen                         |
| Jahr | Titel Musiklabel                                         | DE | AT | CH | UK | US | Anmerkungen                         |
| ---- | -------------------------------------------------------- | --- | --- | --- | --- | --- | ----------------------------------- |
| 2022 | Raw: That Little Ol’ Band from Texas Shelter Music (BMG) | DE3 (5 Wo.)DE | AT19 (1 Wo.)AT | CH5 (4 Wo.)CH | UK81 (1 Wo.)UK | US141 (1 Wo.)US | Erstveröffentlichung: 22. Juli 2022 |

### EPs
| Jahr | Titel Musiklabel                                          | Höchstplatzierung, Gesamtwochen, AuszeichnungChartplatzierungen (Jahr, Titel, Musiklabel, Platzierungen, Wochen, Auszeichnungen, Anmerkungen) | Höchstplatzierung, Gesamtwochen, AuszeichnungChartplatzierungen (Jahr, Titel, Musiklabel, Platzierungen, Wochen, Auszeichnungen, Anmerkungen) | Höchstplatzierung, Gesamtwochen, AuszeichnungChartplatzierungen (Jahr, Titel, Musiklabel, Platzierungen, Wochen, Auszeichnungen, Anmerkungen) | Höchstplatzierung, Gesamtwochen, AuszeichnungChartplatzierungen (Jahr, Titel, Musiklabel, Platzierungen, Wochen, Auszeichnungen, Anmerkungen) | Höchstplatzierung, Gesamtwochen, AuszeichnungChartplatzierungen (Jahr, Titel, Musiklabel, Platzierungen, Wochen, Auszeichnungen, Anmerkungen) | Anmerkungen                        |
| Jahr | Titel Musiklabel                                          | DE | AT | CH | UK | US | Anmerkungen                        |
| ---- | --------------------------------------------------------- | --- | --- | --- | --- | --- | ---------------------------------- |
| 1985 | The ZZ Top Summer Holiday E.P. Warner Bros. Records (WEA) | — | — | — | — | — | Erstveröffentlichung: 1985         |
| 2012 | Texicali Universal Republic (UMG)                         | — | — | — | — | US106 (3 Wo.)US | Erstveröffentlichung: 8. Juni 2012 |

## Singles

### Als Leadmusiker
| Jahr | Titel Album                                                 | Höchstplatzierung, Gesamtwochen, AuszeichnungChartplatzierungen (Jahr, Titel, Album, Platzierungen, Wochen, Auszeichnungen, Anmerkungen) | Höchstplatzierung, Gesamtwochen, AuszeichnungChartplatzierungen (Jahr, Titel, Album, Platzierungen, Wochen, Auszeichnungen, Anmerkungen) | Höchstplatzierung, Gesamtwochen, AuszeichnungChartplatzierungen (Jahr, Titel, Album, Platzierungen, Wochen, Auszeichnungen, Anmerkungen) | Höchstplatzierung, Gesamtwochen, AuszeichnungChartplatzierungen (Jahr, Titel, Album, Platzierungen, Wochen, Auszeichnungen, Anmerkungen) | Höchstplatzierung, Gesamtwochen, AuszeichnungChartplatzierungen (Jahr, Titel, Album, Platzierungen, Wochen, Auszeichnungen, Anmerkungen) | Anmerkungen                                                 |
| Jahr | Titel Album                                                 | DE | AT | CH | UK | US | Anmerkungen                                                 |
| ---- | ----------------------------------------------------------- | --- | --- | --- | --- | --- | ----------------------------------------------------------- |
| 1969 | Salt Lick –                                                 | — | — | — | — | — | Erstveröffentlichung: Oktober 1969                          |
| 1970 | (Somebody Else Been) Shaking Your Tree ZZ Top’s First Album | — | — | — | — | — | Erstveröffentlichung: Oktober 1970                          |
| 1972 | Francine Rio Grande Mud                                     | — | — | — | — | US69 (9 Wo.)US | Erstveröffentlichung: Mai 1972                              |
| 1974 | La Grange Tres Hombres                                      | — | — | — | UK— GoldUK | US41 (19 Wo.)US | Erstveröffentlichung: April 1974 Verkäufe: + 645.000        |
| 1974 | Beer Drinkers & Hell Raisers Tres Hombres                   | — | — | — | — | — | Erstveröffentlichung: 7. Juni 1974                          |
| 1975 | Shiek Tres Hombres                                          | — | — | — | — | — | Erstveröffentlichung: 1975                                  |
| 1975 | Tush Fandango!                                              | — | — | — | — | US20 (9 Wo.)US | Erstveröffentlichung: 11. Juli 1975 Verkäufe: + 15.000      |
| 1976 | It’s Only Love Tejas                                        | — | — | — | — | US44 (11 Wo.)US | Erstveröffentlichung: August 1976                           |
| 1977 | Arrested for Driving While Blind Tejas                      | — | — | — | — | US91 (6 Wo.)US | Erstveröffentlichung: Februar 1977                          |
| 1977 | El Diablo Tejas                                             | — | — | — | — | — | Erstveröffentlichung: 9. Mai 1977                           |
| 1977 | Enjoy and Get It On Tejas                                   | — | — | — | — | — | Erstveröffentlichung: Mai 1977                              |
| 1978 | Heard It on the X Fandango!                                 | — | — | — | — | — | Erstveröffentlichung: Januar 1978                           |
| 1980 | I Thank You Degüello                                        | — | — | — | — | US34 (11 Wo.)US | Erstveröffentlichung: Januar 1980                           |
| 1980 | Cheap Sunglasses Degüello                                   | — | — | — | — | US89 (2 Wo.)US | Erstveröffentlichung: März 1980                             |
| 1981 | Leila El Loco                                               | — | — | — | — | US77 (4 Wo.)US | Erstveröffentlichung: 4. September 1981                     |
| 1981 | Tube Snake Boogie El Loco                                   | — | — | — | — | — | Erstveröffentlichung: 29. Oktober 1981                      |
| 1983 | Gimme All Your Lovin’ Eliminator                            | — | — | — | UK10 Gold · (21 Wo.)UK | US37 (12 Wo.)US | Erstveröffentlichung: 17. März 1983 Verkäufe: + 430.000     |
| 1983 | Sharp Dressed Man Eliminator                                | — | — | — | UK22 Gold · (14 Wo.)UK | US56 (9 Wo.)US | Erstveröffentlichung: Juli 1983 Verkäufe: + 505.000         |
| 1984 | TV Dinners Eliminator                                       | — | — | — | UK67 (3 Wo.)UK | — | Erstveröffentlichung: 31. März 1984                         |
| 1984 | Legs Eliminator                                             | — | — | — | UK16 (7 Wo.)UK | US8 (19 Wo.)US | Erstveröffentlichung: Mai 1984 Verkäufe: + 15.000           |
| 1985 | Ziggy Live –                                                | — | — | — | UK51 (5 Wo.)UK | — | Erstveröffentlichung: 1985                                  |
| 1985 | Sleeping Bag Afterburner                                    | DE40 (11 Wo.)DE | — | — | UK27 (8 Wo.)UK | US8 (17 Wo.)US | Erstveröffentlichung: 27. September 1985                    |
| 1985 | Stages Afterburner                                          | — | — | — | UK43 (3 Wo.)UK | US21 (12 Wo.)US | Erstveröffentlichung: Dezember 1985                         |
| 1986 | Rough Boy Afterburner                                       | — | — | CH38 (1 Wo.)CH | UK23 (9 Wo.)UK | US22 (13 Wo.)US | Erstveröffentlichung: Februar 1986                          |
| 1986 | Velcro Fly Afterburner                                      | DE68 (3 Wo.)DE | — | — | UK54 (4 Wo.)UK | US35 (12 Wo.)US | Erstveröffentlichung: 26. Juli 1986                         |
| 1987 | Planet of Women Afterburner                                 | — | — | — | — | — | Erstveröffentlichung: 25. Januar 1987                       |
| 1990 | Doubleback Recycler                                         | DE33 (10 Wo.)DE | — | CH13 (10 Wo.)CH | UK29 (6 Wo.)UK | US50 (11 Wo.)US | Erstveröffentlichung: April 1990                            |
| 1990 | Give It Up Recycler                                         | DE69 (6 Wo.)DE | — | — | — | US79 (5 Wo.)US | Erstveröffentlichung: 26. Oktober 1990                      |
| 1991 | My Head’s in Mississippi Recycler                           | — | — | — | UK37 (5 Wo.)UK | — | Erstveröffentlichung: 22. Februar 1991                      |
| 1991 | Burger Man Recycler                                         | — | — | — | — | — | Erstveröffentlichung: 14. Juni 1991                         |
| 1992 | Viva Las Vegas Greatest Hits                                | DE34 (13 Wo.)DE | AT21 (5 Wo.)AT | CH20 (6 Wo.)CH | UK10 (7 Wo.)UK | — | Erstveröffentlichung: 16. März 1992 Original: Elvis Presley |
| 1994 | Pincushion Antenna                                          | — | — | CH40 (2 Wo.)CH | UK15 (3 Wo.)UK | — | Erstveröffentlichung: 17. Januar 1994                       |
| 1994 | Breakaway Antenna                                           | — | — | — | UK60 (3 Wo.)UK | — | Erstveröffentlichung: 1994                                  |
| 1994 | Fuzzbox Voodoo Antenna                                      | — | — | — | — | — | Erstveröffentlichung: 1994                                  |
| 1994 | PCH Antenna                                                 | — | — | — | — | — | Erstveröffentlichung: 1994                                  |
| 1996 | What’s Up with That Rhythmeen                               | — | — | — | UK58 (1 Wo.)UK | — | Erstveröffentlichung: 29. August 1996                       |
| 1996 | She’s Just Killing Me Rhythmeen                             | — | — | — | — | — | Erstveröffentlichung: 1996                                  |
| 2011 | Just Got Paid Rio Grande Mud                                | — | — | — | — | — | Erstveröffentlichung: 16. April 2011                        |

grau schraffiert: keine Chartdaten aus diesem Jahr verfügbar

### Als Gastmusiker
| Jahr | Titel Album             | Höchstplatzierung, Gesamtwochen, AuszeichnungChartplatzierungen (Jahr, Titel, Album, Platzierungen, Wochen, Auszeichnungen, Anmerkungen) | Höchstplatzierung, Gesamtwochen, AuszeichnungChartplatzierungen (Jahr, Titel, Album, Platzierungen, Wochen, Auszeichnungen, Anmerkungen) | Höchstplatzierung, Gesamtwochen, AuszeichnungChartplatzierungen (Jahr, Titel, Album, Platzierungen, Wochen, Auszeichnungen, Anmerkungen) | Höchstplatzierung, Gesamtwochen, AuszeichnungChartplatzierungen (Jahr, Titel, Album, Platzierungen, Wochen, Auszeichnungen, Anmerkungen) | Höchstplatzierung, Gesamtwochen, AuszeichnungChartplatzierungen (Jahr, Titel, Album, Platzierungen, Wochen, Auszeichnungen, Anmerkungen) | Anmerkungen                                                  |
| Jahr | Titel Album             | DE | AT | CH | UK | US | Anmerkungen                                                  |
| ---- | ----------------------- | --- | --- | --- | --- | --- | ------------------------------------------------------------ |
| 1999 | Gimme All Your Lovin’ – | DE39 (8 Wo.)DE | — | CH33 (8 Wo.)CH | UK28 (2 Wo.)UK | — | Erstveröffentlichung: 24. September 1999 Martay feat. ZZ Top |

## Videoalben und Musikvideos

### Videoalben
| Jahr | Titel Musiklabel                                                                             | Höchstplatzierung, Gesamtwochen, AuszeichnungChartplatzierungen (Jahr, Titel, Musiklabel, Platzierungen, Wochen, Auszeichnungen, Anmerkungen) | Höchstplatzierung, Gesamtwochen, AuszeichnungChartplatzierungen (Jahr, Titel, Musiklabel, Platzierungen, Wochen, Auszeichnungen, Anmerkungen) | Höchstplatzierung, Gesamtwochen, AuszeichnungChartplatzierungen (Jahr, Titel, Musiklabel, Platzierungen, Wochen, Auszeichnungen, Anmerkungen) | Höchstplatzierung, Gesamtwochen, AuszeichnungChartplatzierungen (Jahr, Titel, Musiklabel, Platzierungen, Wochen, Auszeichnungen, Anmerkungen) | Höchstplatzierung, Gesamtwochen, AuszeichnungChartplatzierungen (Jahr, Titel, Musiklabel, Platzierungen, Wochen, Auszeichnungen, Anmerkungen) | Anmerkungen                                                                   |
| Jahr | Titel Musiklabel                                                                             | DE | AT | CH | UK | US | Anmerkungen                                                                   |
| ---- | -------------------------------------------------------------------------------------------- | --- | --- | --- | --- | --- | ----------------------------------------------------------------------------- |
| 1992 | The Greatest Hits Warner Bros. Records (WEA)                                                 | DE*DE | AT*AT | CH*CH | UK48 b Gold · (1 Wo.)UK | US— PlatinUS | Erstveröffentlichung: 10. April 1992 Verkäufe: + 142.500; * siehe Kompilation |
| 2008 | Live from Texas Eagle Rock Entertainment (ERE)                                               | DE21 Platin · (12 Wo.)DE | AT1 (12 Wo.)AT | CH2 (23 Wo.)CH | UK4 (18 Wo.)UK | US1 ×2Doppelplatin · (… Wo.)US | Erstveröffentlichung: 6. Juni 2008 Verkäufe: + 343.530; * siehe Livealbum     |
| 2009 | Double Down Live – Live at Rockpalast 1980 – On the Road 2008 Eagle Rock Entertainment (ERE) | DE60 (2 Wo.)DE | AT10 (1 Wo.)AT | CH8 (2 Wo.)CH | UK12 (5 Wo.)UK | — | Erstveröffentlichung: 16. Oktober 2009                                        |
| 2014 | Live at Montreux 2013 Eagle Rock Entertainment (ERE)                                         | DE35 (2 Wo.)DE | AT2 (3 Wo.)AT | CH3 (7 Wo.)CH | UK5 (13 Wo.)UK | — | Erstveröffentlichung: 18. Juli 2014 Verkäufe: + 2.800                         |
| 2020 | That Little Ol’ Band from Texas Eagle Rock Entertainment (ERE)                               | — | AT7 (1 Wo.)AT | — | UK2 (8 Wo.)UK | — | Erstveröffentlichung: 28. Februar 2020                                        |

### Musikvideos
| Jahr | Titel                    | Regie            |
| ---- | ------------------------ | ---------------- |
| 1983 | Gimme All Your Lovin’    | Tim Newman       |
| 1983 | Sharp Dressed Man        | Tim Newman       |
| 1984 | TV Dinners               | Marios Pinzer    |
| 1984 | Legs                     | Tim Newman       |
| 1985 | Sleeping Bag             | Steve Barron     |
| 1985 | Stages                   | Jerry Kramer     |
| 1986 | Rough Boy                | Steve Barron     |
| 1986 | Velcro Fly               | Daniel Kleinman  |
| 1990 | Doubleback               |                  |
| 1990 | Give It Up               | Steve Barron     |
| 1991 | My Head’s in Mississippi | Tim Newman       |
| 1991 | Burger Man               | Adam Bernstein   |
| 1992 | Viva Las Vegas           | Tim Newman       |
| 1994 | Pincushion               | Julien Temple    |
| 1994 | Breakaway                | Marty Callner    |
| 1994 | World of Swirl           | Zack Snyder      |
| 1994 | Antenna Head             | Doug Aitken      |
| 1996 | She’s Just Killing Me    | Robert Rodriguez |
| 2012 | I Gotsta Get Paid        | Ted Robbins      |

## Boxsets
| Jahr | Titel Musiklabel                                         | Höchstplatzierung, Gesamtwochen, AuszeichnungChartplatzierungen (Jahr, Titel, Musiklabel, Platzierungen, Wochen, Auszeichnungen, Anmerkungen) | Höchstplatzierung, Gesamtwochen, AuszeichnungChartplatzierungen (Jahr, Titel, Musiklabel, Platzierungen, Wochen, Auszeichnungen, Anmerkungen) | Höchstplatzierung, Gesamtwochen, AuszeichnungChartplatzierungen (Jahr, Titel, Musiklabel, Platzierungen, Wochen, Auszeichnungen, Anmerkungen) | Höchstplatzierung, Gesamtwochen, AuszeichnungChartplatzierungen (Jahr, Titel, Musiklabel, Platzierungen, Wochen, Auszeichnungen, Anmerkungen) | Höchstplatzierung, Gesamtwochen, AuszeichnungChartplatzierungen (Jahr, Titel, Musiklabel, Platzierungen, Wochen, Auszeichnungen, Anmerkungen) | Anmerkungen                        |
| Jahr | Titel Musiklabel                                         | DE | AT | CH | UK | US | Anmerkungen                        |
| ---- | -------------------------------------------------------- | --- | --- | --- | --- | --- | ---------------------------------- |
| 1987 | The Six Pack Warner Bros. Records (WEA)                  | — | — | — | — | — | Erstveröffentlichung: 1987         |
| 2003 | Chrome, Smoke & BBQ Warner Bros. Records (WEA)           | — | — | — | — | — | Erstveröffentlichung: 2003         |
| 2013 | The Complete Studio Albums 1970–1990 Rhino Records (WMG) | DE88 (1 Wo.)DE | — | — | — | — | Erstveröffentlichung: 7. Juni 2013 |

## Promoveröffentlichungen
| Jahr | Titel Album                    | Anmerkungen                |
| ---- | ------------------------------ | -------------------------- |
| 1985 | Can’t Stop Rockin’ Afterburner | Erstveröffentlichung: 1985 |
| 1985 | Delirious Afterburner          | Erstveröffentlichung: 1985 |
| 1986 | Woke Up with Wood Afterburner  | Erstveröffentlichung: 1986 |
| 1990 | Concrete and Steel Recycler    | Erstveröffentlichung: 1990 |
| 1990 | Decision or Collision Recycler | Erstveröffentlichung: 1990 |
| 1994 | Girl in a T-Shirt Antenna      | Erstveröffentlichung: 1994 |
| 1996 | Bang Bang Rhythmeen            | Erstveröffentlichung: 1996 |
| 1997 | Loaded Rhythmeen               | Erstveröffentlichung: 1997 |
| 1997 | Rhythmeen                      | Erstveröffentlichung: 1997 |
| 1999 | Fearless Boogie XXX            | Erstveröffentlichung: 1999 |
| 1999 | 36-22-36 XXX                   | Erstveröffentlichung: 1999 |
| 2000 | Poke Chop Sandwich XXX         | Erstveröffentlichung: 2000 |
| 2003 | Piece Mescalero                | Erstveröffentlichung: 2003 |

## Sonderveröffentlichungen
| Jahr | Titel Album                              | Anmerkungen                                                    |
| ---- | ---------------------------------------- | -------------------------------------------------------------- |
| 2003 | She Loves My Automobile Live and Kickin’ | Erstveröffentlichung: 24. Juni 2003 Willie Nelson feat. ZZ Top |

| Jahr | Titel Album                                                                        | Anmerkungen                                                               |
| ---- | ---------------------------------------------------------------------------------- | ------------------------------------------------------------------------- |
| 1990 | Reverberation (Doubt) Where the Pyramid Meets the Eye – A Tribute to Roky Erickson | Erstveröffentlichung: 30. Oktober 1990 Original: The 13th Floor Elevators |

| Jahr | Titel Soundtrack                          | Anmerkungen                             |
| ---- | ----------------------------------------- | --------------------------------------- |
| 1982 | Tush Ein Offizier und Gentleman           | Erstveröffentlichung: 1982              |
| 1984 | Cheap Sunglasses Die Aufsässigen          | Erstveröffentlichung: 1984              |
| 1993 | Tush Confusion – Sommer der Ausgeflippten | Erstveröffentlichung: 1993              |
| 1993 | Can’t Stop Rockin’ Turtles III            | Erstveröffentlichung: März 1993         |
| 1996 | She’s Just Killing Me From Dusk Till Dawn | Erstveröffentlichung: 1996              |
| 2015 | Gimme All Your Lovin’ Deutschland 83      | Erstveröffentlichung: 27. November 2015 |
| 2017 | Sharp Dressed Man Twin Peaks              | Erstveröffentlichung: 8. September 2017 |

## Statistik

### Chartauswertung
Die folgenden Aufstellungen bieten eine Übersicht der Charterfolge von ZZ Top. Zu berücksichtigen ist, dass sich Videoalben in Deutschland auch in den Albumcharts platzieren, die Angaben aus den anderen Ländern entstammen aus eigenständigen Musik-DVD-Charts.
|                     | DE     | AT     | CH     | UK     | US     |
| ------------------- | ------ | ------ | ------ | ------ | ------ |
| Nummer-eins-Alben   | DE—DE  | AT—AT  | CH2CH  | UK—UK  | US—US  |
| Top-10-Alben        | DE8DE  | AT3AT  | CH7CH  | UK5UK  | US7US  |
| Alben in den Charts | DE18DE | AT10AT | CH14CH | UK11UK | US22US |

|                       | DE    | AT    | CH    | UK     | US     |
| --------------------- | ----- | ----- | ----- | ------ | ------ |
| Nummer-eins-Singles   | DE—DE | AT—AT | CH—CH | UK—UK  | US—US  |
| Top-10-Singles        | DE—DE | AT—AT | CH—CH | UK2UK  | US2US  |
| Singles in den Charts | DE6DE | AT1AT | CH5CH | UK16UK | US17US |

|                          | DE    | AT    | CH    | UK    | US    |
| ------------------------ | ----- | ----- | ----- | ----- | ----- |
| Nummer-eins-Videoalben   | DE—DE | AT1AT | CH—CH | UK—UK | US1US |
| Top-10-Videoalben        | DE—DE | AT4AT | CH3CH | UK3UK | US1US |
| Videoalben in den Charts | DE—DE | AT4AT | CH3CH | UK5UK | US1US |

### Auszeichnungen für Musikverkäufe
| Land/RegionAuszeichnungen für Musikverkäufe (Land/Region, Auszeichnungen, Verkäufe, Quellen) | Silber     | Gold       | Platin       | Diamant     | Verkäufe    | Quellen                                                   |
| -------------------------------------------------------------------------------------------- | ---------- | ---------- | ------------ | ----------- | ----------- | --------------------------------------------------------- |
| Australien (ARIA)                                                                            | —          | 2× Gold2   | 11× Platin11 | —           | 757.500     | aria.com.au                                               |
| Belgien (BRMA)                                                                               | —          | Gold1      | Platin1      | —           | 75.000      | ultratop.be                                               |
| Dänemark (IFPI)                                                                              | —          | 2× Gold2   | —            | —           | 70.000      | ifpi.dk                                                   |
| Deutschland (BVMI)                                                                           | —          | 6× Gold6   | 5× Platin5   | —           | 3.400.000   | musikindustrie.de                                         |
| Europa (IFPI)                                                                                | —          | —          | Platin1      | —           | (1.000.000) | ifpi.org (Memento vom 1. Januar 2014 im Internet Archive) |
| Finnland (IFPI)                                                                              | —          | 2× Gold2   | 4× Platin4   | —           | 315.815     | ifpi.fi                                                   |
| Frankreich (SNEP)                                                                            | —          | 5× Gold5   | 2× Platin2   | Diamant1    | 1.852.800   | infodisc.fr snepmusique.com                               |
| Frankreich (UPFI)                                                                            | —          | —          | 2× Platin2   | —           | 30.000      | upfi.fr                                                   |
| Irland (IRMA)                                                                                | —          | —          | Platin1      | —           | 50.000      | Einzelnachweise                                           |
| Italien (FIMI)                                                                               | —          | Gold1      | —            | —           | 25.000      | fimi.it                                                   |
| Japan (RIAJ)                                                                                 | —          | Gold1      | —            | —           | 100.000     | Einzelnachweise                                           |
| Kanada (MC)                                                                                  | —          | 3× Gold3   | 12× Platin12 | Diamant1    | 1.900.000   | musiccanada.com                                           |
| Neuseeland (RMNZ)                                                                            | —          | 6× Gold6   | 16× Platin16 | —           | 417.500     | aotearoamusiccharts.co.nz NZ2                             |
| Niederlande (NVPI)                                                                           | —          | Gold1      | Platin1      | —           | 130.000     | nvpi.nl                                                   |
| Norwegen (IFPI)                                                                              | Silber1    | Gold1      | —            | —           | 50.000      | ifpi.no                                                   |
| Österreich (IFPI)                                                                            | —          | 2× Gold2   | Platin1      | —           | 100.000     | ifpi.at                                                   |
| Schweden (IFPI)                                                                              | —          | —          | 3× Platin3   | —           | 300.000     | sverigetopplistan.se                                      |
| Schweiz (IFPI)                                                                               | —          | Gold1      | 4× Platin4   | —           | 225.000     | hitparade.ch                                              |
| Spanien (Promusicae)                                                                         | —          | Gold1      | Platin1      | —           | 90.000      | elportaldemusica.es                                       |
| Vereinigte Staaten (RIAA)                                                                    | —          | 4× Gold4   | 16× Platin16 | Diamant1    | 26.895.000  | riaa.com                                                  |
| Vereinigtes Königreich (BPI)                                                                 | 2× Silber2 | 5× Gold5   | 6× Platin6   | —           | 3.245.000   | bpi.co.uk                                                 |
| Insgesamt                                                                                    | 3× Silber3 | 44× Gold44 | 87× Platin87 | 3× Diamant3 |             |                                                           |